# Che cosa hai fatto quando siamo rimasti al buio?
Che cosa hai fatto quando siamo rimasti al buio? (Where Were You When the Lights Went Out?) è un film del 1968 diretto da Hy Averback ed interpretato da Doris Day alla sua penultima apparizione cinematografica.
Ambientato a New York durante il black out del 1965 che lasciò sette stati della Costa Est degli Stati Uniti (più 30 milioni di persone) senza energia per oltre 12 ore, la pellicola è tuttavia tratta dall'opera teatrale Monsieur Masure del 1956 del francese Claude Magnier.
Nel film è presente una brevissima apparizione, non accreditata, dell'allora sconosciuto Morgan Freeman.

## Trama
Il 9 novembre 1965, un black-out lascia tutta la città di New York al buio: tra color che ne fanno le spese c'è Margaret Garrison, attrice teatrale che ha costruito la sua carriera interpretando sempre ruoli di verginella; ormai matura per questo tipo di personaggio, sta pensando al ritiro ma vorrebbe almeno una volta avere un ruolo ben diverso ed è propensa a quello di una prostituta italiana; ma il black-out manda all'aria lo spettacolo, spingendola a tornare a casa prima del previsto. Qui trova il marito Peter, architetto, mentre riserva troppe attenzioni a Roberta Lane, una giornalista molto attraente.
Furiosa per averli colti da soli in intimità, Margaret lascia l'appartamento e si rifugia nella casa di campagna in Connecticut dove lei e il marito trascorrono i fine settimana; per dormire meglio, prende un tranquillante e si addormenta.
Nel frattempo un uomo entra in casa; è Waldo Zane, che sta scappando da New York dove ha appena commesso appropriazione indebita; la sua macchina si è fermata per strada, ed essendo vicino alla villetta di Margaret ha pensato di nascondersi momentaneamente lì, pensando che non ci fosse nessuno, insieme alla valigia che contiene il ricavato del reato commesso; ma involontariamente prende un po' della stessa medicina che Margaret aveva preso e lasciato in giro; assonnato, Waldo finisce per stendersi sul letto a fianco di Margaret, senza neppure notarla.
Intanto Peter arriva per fare pace con la moglie, ma resta scioccato nel trovarla dormire tranquillamente accanto a Waldo; sveglia i due e accusa Margaret di averlo tradito; a nulla servono le proteste d'innocenza di Margaret e Waldo: Peter lascia la villetta furibondo e torna a Manhattan.
A questo punto si inserisce Ladislaus Walichek, agente teatrale di Margaret; preoccupato perché l'attrice ha annunciato il desiderio di lasciare il palcoscenico, egli alimenta la gelosia di Peter per spingere i coniugi al divorzio, cosicché Margaret sarebbe costretta a tornare in scena per guadagnarsi da vivere.
Alla fine Margaret e Peter si riconciliano, ma esattamente nove mesi dopo la notte fatale, al momento del parto di Maragret verranno fuori nuovi dubbi e domande su cosa sia realmente successo durante il black-out.